# تيمون الأثيني (مسرحية)
تيمون الأثيني (بالإنجليزية: Timon of Athens)‏ هي مسرحية للأديب الكبير شيكسبير, وتعد من مسرحياته الأكثر إبهاما وتعقيداً. تدور أحداثها في أثينا.

## أحداث المسرحية
تتألف المسرحية من خمسة مشاهد

## المشهد الأول
يقوم تايمون بعمل مآدبة طعام يكون حضورها تقريبا جميع أفراد المسرحية، يبذر تيمون المال بسخاء ويتسابق كل المدعويين لنيل رضاه ما عدا أبيمانتس «فيلسوف وشاعر»، مذهبه الفلسفي لم يلفت بعد انتباه تيمون، يقبل الفن من الشاعر والرسام، والجواهر من الجواهرجي، أحد الأثينيين الكبار السن يغضب لأن خادم تيمون، لوسيليس، يغازل أبنته، ولكن تيمون يدفع له ثلاثة مقادير نقدية، لأن سعادة خادمه تساوى الثمن. عند ظهوره الأول في الحفلة، يُخبر أن صديقه فينتيديوس، في السجن بسبب الديون، يبعث بالنقود لفك سجن صديقه فينتيديوس، ويصل صديقه لاحقاً إلى الحفلة. فيلقي تيمون خطبة عن أهمية الصداقة وتبدأ الحفلة التنكرية يتبعها الرقص، تنتهي الحفلة، ويقوم تيمون بإعداد خيوله (لليوم القادم) وأشيائه الخاصة لأصدقائه.

## المشهد الثاني
فلافيوس «المدير المالي لدى تيمون» حانق بشدة بسبب تبذير تيمون لكل ثروته، يبالغ في سخائه بالإغداق على الكتاب والفنانيين، وينقذ أصدقائه المشبوهيين من الضيقة المالية، يعود تيمون من رحلة الصيد. ويحنق لأنه لم يخبر بذلك من قبل، ويلقي باللوم على فلافيوس، الذي يخبره بمحاولاته العديدة لتنبيهه في الماضي دون جدوى; وهو الآن في النهاية حيث بيعت أرضه، يأتي الدائنون ليطالبوا بديونهم فيرسل تيمون خادمه لاستدعاء من يعتبرهم أصدقائه المقربين.

## المشهد الثالث
يعود خدم تيمون، واحداُ تلو الآخر، بأصدقائه الزائفيين، أثنان منهم يقوم بسرد مناجاة مطولة بغضب، في مكان أخر، أحد الضباط المبتدئيين أصدقاء ألكيبيادس «صديق تيمون» يبلغ غضبه أقصاه، يقتل رجل بدمٍ حام، يناشد ألكيبيادس عضو مجلس الشيوخ الرحمة، ويجادل في ذلك بقوله أن الجريمة بدافع العاطفة لا يجب أن تعامل كجريمة سبق الإصرار والترصد، ويرفض مجلس الشيوح، وعندما يثابر ألكيبيداس،
ينفى للأبد، فينذر الأنتقام، بدعم من قواته، ينتهي المشهد بمناقشة تيمور خدمه سعيه للانتقام في مأدبة طعام سيقوم بإعداداها.
يقوم تيمون بإعداد مأدبة لهؤلاء الذين خانوه، تحضر الصينيات، ولكن لا يجد الأصقاء تحتها الطعام، ولكن حجارة وماء فاتر، يقوم تيمون برش رذاذا الماء عليهم، ويلقي بالأطباق في وجوههم، ويفر من بيته، وينذر فلافيوس نفسه لإيجاده.

## المشهد الرابع والخامس
يعبر تيمون أسوار المدينة، ويذهب للبرية ويقوم بعمل بيت بدائي في كهف، ويتغذى على الجذور، بعد حين ينتفض تيمون من شدة الدهشة فهناك في الكهف يكتشف مخبأ سري ملئ بالذهب، ويقوم بعرض بعضاً من الذهب لألكيبيادز الثائر ليدعم هجومه على المدينة، ولعاهراته ليقمن بنشر الأمراض، وبعضا من المتبقي للرساميين والشعراء، الذين وصلوا لاحقاً، تاركا قليلا لعضو مجلس الشيوخ الذي سيقوم بزيارته، أثنان من الباغيات يصحبن ألكيبيديادس، فرينيا وتيمندرا، يصل فلافيوس، يريد مال هو أيضاً، ولكن يريد عودة تيمون للمجتمع مرة أخرى، ويقر تيمون أن لديه صديق حقيقى وهو فلافيوس، ولكم للأسف هذا الرجل مجدرد خادم، يصل له أخر مندوب من الدولة من أثينا، والذي يأمل أن يسترضي تيمون ألكيبيديادس.

## المصدر
- محاضرات كلية آداب دمياط، قسم اللغة الإنجليزية.